# Philonotis fragilicuspis
Philonotis fragilicuspis är en bladmossart som beskrevs av Hugh Neville Dixon 1930. Philonotis fragilicuspis ingår i släktet källmossor, och familjen Bartramiaceae. Inga underarter finns listade i Catalogue of Life.